# Dick Pound
Richard William Duncan "Dick" Pound (St. Catharines, 22 maart 1942) is een voormalig zwemmer en huidig IOC-lid.
Pound nam deel aan de Olympische Zomerspelen 1960 in het Italiaanse Rome. Op de 100 meter vrije slag eindigde hij als zesde en op de 4x100 meter wisselslag als vierde.
Van 1977 en 1982 was Pound voorzitter van het Canadian Olympic Committee. In 1978 werd Pound ook lid van het Internationaal Olympisch Comité.
Van 1999 tot en met 2007 was Pound de eerste directeur van het World Anti-Doping Agency.